# Symfonie nr. 4 (Broadstock)
Brenton Broadstock voltooide zijn Symfonie nr. 4 in 1995. Het is geschreven op verzoek van de Universiteit van Melbourne (Faculty of Music for its centenary celebration) en Performing Arts Board of the Australia Council.
De subtitel van het werk Born from Good Angel’s tears is afkomstig uit een sprookje geschreven door Sirkku Hiltunen. De hoofdpersoon Good Angel kijkt vanuit de hemel op Aarde en ziet niets anders dan ellende als gevolg van oorlog en natuurrampen. De mens die zij vanaf boven ziet zijn zielloos geworden. Zij begint te wenen en haar tranen zetten zich om in kinderen, die nooit volwassen/groot zullen worden. Het werk bestaat uit twee delen; het vrij lange eerste deel van 18 minuten en een kort tweede deel 3 minuten. De muziek beslaat slechts één thema dat in een langzaam tempo ontwikkeld en sterker wordt. De muziek is niet zozeer virtuoos, maar stelt eisen aan het uithoudingsvermogen van de musici.
De eerste uitvoering vond plaats door het symfonieorkest van de Faculteit Muziek van de universiteit.

## Orkestratie
- 2 dwarsfluiten, 2 hobo’s, 3 klarinetten, 2 fagotten
- 4 hoorns, 2 trompetten, 3 trombones, 1 tuba
- pauken, 2 man/vrouw percussie, 1 harp, 1  piano/celesta
- violen, altviolen, celli, contrabassen

## Discografie
- Uitgave Et’cetera: Academisch Symfonieorkest van Krasjnojarsk o.l.v. Andrew Wheeler;
- Uitgave ABC: Symfonieorkest van Tasmanië o.l.v. Ola Rudner